# أبو الحسن البتي
أبو الحسن أحمد بن علي البتِّي (؟ - 405هـ/1015م) هو أديب وكاتب وشاعر عربي عاش في العصر العباسي.

## سيرته
ولِدَ أحمد بن علي البتِّي في العراق، ولا يُعرَف تاريخ ميلاده، وتتلمذ لدى عدد من شيوخ وعلماء بلده، وأخذ دروساً في علوم وفنون متنوِّعة. توثَّقت صلته بالقادر بالله قبل أن يتولَّى الخلافة، وكان في صحبته عندما هرب من الطائع لله، وعندما آلت الخلافة إلى القادر أوكل إليه رئاسة البريد. كان أبو الحسن يحفظ القرآن، وهو معتزلي في الاعتقاد حنفي في الفقه. وعُرِفَ عنه تعصُّبه للطائيين، إلا أنَّ هذا لم يمنعه من تفضيل البحتري على أبي تمام الطائي. كان أبو الحسن ظريفاً يُحبُّ المؤانسة، وله ميل إلى المجون، وله معرفة تامة بالغناء وما يتعلَّق به. تُوفِّي أبو الحسن البتي في شهر شعبان من سنة 405هـ، ورثاه الشريف الرضي والشريف المرتضى بعد وفاته.

## مؤلفاته
تُنسَب إليه المؤلفات التالية:
- «القادري».
- «العميدي».
- «الفحري».